# Сиара Браво
Сиара Браво (на английски: Ciara Quinn Bravo, произнася се /siːˈɛrə/, т.е. по-близо до Сиера) е американска актриса и певица. Известна е с ролята си на Кейти Найт в „Big Time Rush“.

## Биография
Родена е на 18 март 1997 г. в Александрия. Кариерата ѝ започва на 9-годишна възраст, след като е открита от Брайън Лийдър и Фредерик Леви в предаване за музикални таланти. Това води до няколко участия в мюзикъли, както и до участие в клип на Уилоу Смит и няколко реклами.
Големият успех за нея идва през 2009 година, когато сключва 3-годишен договор с „Nickelodeon“ за участие в сериала „Шеметен бяг“.